# Special Air Service

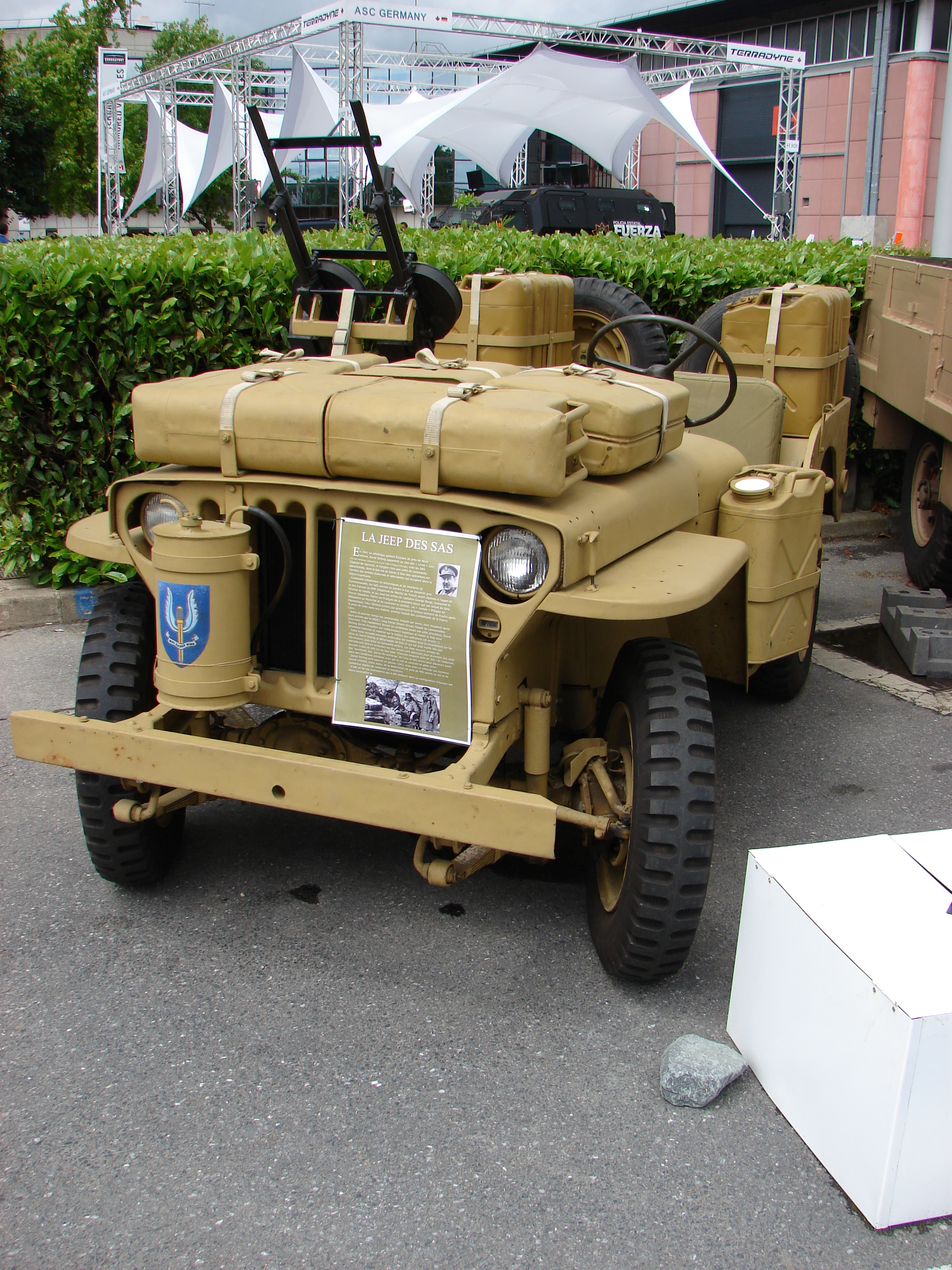
Historischer Jeep des SAS

Der Special Air Service (SAS) ist eine Spezialeinheit der British Army, die 1941 während des Zweiten Weltkriegs von dem schottischen Lieutenant Colonel David Stirling aufgestellt wurde. Der SAS operiert weltweit und ist in Credenhill in der Nähe von Hereford stationiert. Er gilt als eine der erfahrensten und ältesten existierenden Spezialeinheiten der Welt.

## Auftrag
Zu den Aufgaben des SAS zählen das Sammeln von Informationen über den Feind (Militärische Aufklärung), Sabotageoperationen hinter feindlichen Linien, das Markieren von Zielen für den Beschuss und die Befreiung von gefangenen Soldaten oder Zivilisten. Neben Kriegseinsätzen wird der SAS auch als Antiterroreinheit im Inland eingesetzt, vor allem zur Geiselbefreiung, aber auch zur gezielten Tötung von als Staatsfeinden eingestuften Personen (zum Beispiel früher von Mitgliedern der IRA oder heute von anderen von der britischen Regierung als Terroristen eingestuften Personen oder Gruppierungen). Er bildet Spezialeinheiten befreundeter Länder aus und handelt bei Bedarf auch verdeckt, so dass eine Beteiligung der britischen Regierung nicht erkennbar ist. Der zum Militär gehörende SAS übernimmt auch Aufgaben einer polizeilichen Spezialeinheit, dazu gehört unter anderem der Schutz hoher britischer Amtsinhaber. Hier ist er vergleichbar mit der israelischen Sajeret Matkal, mit dem der SAS immer wieder gemeinsame Übungen abhält.
Das Motto des SAS lautet: “Who dares wins” (deutsch: „Wer wagt, gewinnt“)

## Gliederung
Heute besteht der SAS aus drei Regimentern:
- 21 Special Air Service Regiment in den West Midlands (seit 1947)
- 22 Special Air Service Regiment in Hereford
- 23 Special Air Service Regiment in Wolverhampton

Die beiden Regimenter 21 und 23 dienen als Reserveeinheiten (TA SAS – Territorial Army). Im Kriegsfall übernehmen sie so genannte Long Range Reconnaissance Patrols (Fernspäh-Aufklärungseinsätze) hinter den feindlichen Linien und sollen Verluste des Regiments 22 ausgleichen. Jedes von ihnen besteht aus drei Squadrons (Kompanieäquivalent).
Der aktive SAS besteht aus dem Regiment 22, aufgeteilt in vier Squadrons mit insgesamt etwa 500 Soldaten. Diese bestehen aus je vier Troops. Jeder Trupp besteht theoretisch aus 16 Soldaten, aufgeteilt in vier Teams zu je vier Mann. Praktisch erreicht der SAS diese Einsatzstärke aber nicht, da er so wie auch andere Spezialeinheiten aufgrund der strengen und höchst anspruchsvollen Auswahl sowie des harten Dienstes mit Nachwuchsproblemen zu kämpfen hat.
Die vier Squadrons tragen die Bezeichnung A, B, D und G (die C Squadron wurde 1980 aufgelöst). Jeder der dazugehörenden vier Troops ist spezialisiert auf eine Fertigkeit der Fortbewegung, beziehungsweise des Eindringens in feindliches Gebiet. So gibt es in jeder Squadron einen Mountain Troop (Gebirgs- und Winterkampf), einen Mobility Troop (Geschützte Fahrzeuge, Landrover, ATV und Motorräder), einen Air Troop (Freifaller) und einen Boat Troop (maritime Einsatzkomponente mit RIB-Sturmbooten).
Zum 22 SAS gehören außerdem noch eine Stabsgruppe, eine Planungs- und Nachrichtenabteilung, eine Abteilung zur Untersuchung von Einsätzen und ein Ausbildungszug.
Im Turnus von sechs bis neun Monaten ist jede dieser vier Squadrons als CRW-Wing (Counter Revolutionary Warfare – Guerillakampf), einer Unterabteilung, die auch verdeckte Militärberater-Funktionen erfüllt, an der Reihe. Der Wing steht in ständiger Bereitschaft und soll bei Bedarf in zwei Etappen innerhalb von 30 Minuten, beziehungsweise zwei Stunden, einsatzbereit sein. Unterteilt ist er in zwei Gruppen, die jeweils aus einer Sturmangriffs- und einer Scharfschützengruppe bestehen:
- Rot (Luftlande- und Gebirgsjägergruppe)
- Blau (Kampfschwimmer und Artillerie)

Neben den drei Regimentern, die eng zusammenarbeiten, existieren noch kleinere Einheiten für besondere Aufgaben:
- die 63rd SAS Signal Squadron in South East England, sowie Eastern Wessex
- und das L Detachment (früher R-Squadron), gebildet aus ehemaligen SAS-Mitgliedern. Letzteres untersteht dem TA SAS und dient als Reserve des 22. Regiments zum schnellen Ersatz von Verlusten.

Die ursprünglichen Einheiten, das 1st Special Air Service Regiment und das 2nd Special Air Service Regiment, wurden 1945 aufgelöst.

## Rekrutierung und Ausbildung
Seit 1952 werden die Soldaten des SAS in einem speziellen Verfahren ausgewählt, das der damalige Kommandeur Major John Woodhouse einführte. Bis dahin verdienten sich Interessenten die Aufnahme in ihren jeweiligen Einheiten durch besonderen Einsatz im Kampf.
Das Auswahlverfahren, die Selection, gilt als das anspruchsvollste der britischen Armee. Lediglich zwei bis zehn Prozent der Anwärter bestehen es. Es wird zwei Mal im Jahr in den Bergen der Brecon Beacons von Wales durchgeführt.
Bewerber müssen männlich sein und entweder seit mindestens drei Jahren Mitglied der britischen Streitkräfte oder seit 18 Monaten Angehöriger der Regimenter 21 und 23 (in beide können Zivilisten direkt eintreten). Außerdem akzeptiert der SAS Angehörige der Armeen des Commonwealth als Anwärter. Besteht ein Kandidat eine der Prüfungen nicht, wird er sofort in seine ursprüngliche Einheit zurückversetzt. Ein zweiter Versuch ist möglich, weitere Anläufe jedoch nicht.
Weiblichen Kandidaten für die britischen Spezialkräften steht das Special Reconnaissance Regiment offen, das für die Spezialaufklärung in der Tiefe häufig zusammen mit dem SAS eingesetzt wird.

### Einführung (2 Tage)
Ein Wochenende lang bekommen die Kandidaten Einblick in das Leben in einer britischen Spezialeinheit und werden über die Anforderungen der Einstellungstests informiert. Außerdem müssen sie ihre Fähigkeiten im Umgang mit Karte und Kompass beweisen, eine Schwimmprüfung absolvieren und einen Fitness- und Erste-Hilfe-Test bestehen.

### Fitness und Orientierung (4 Wochen)

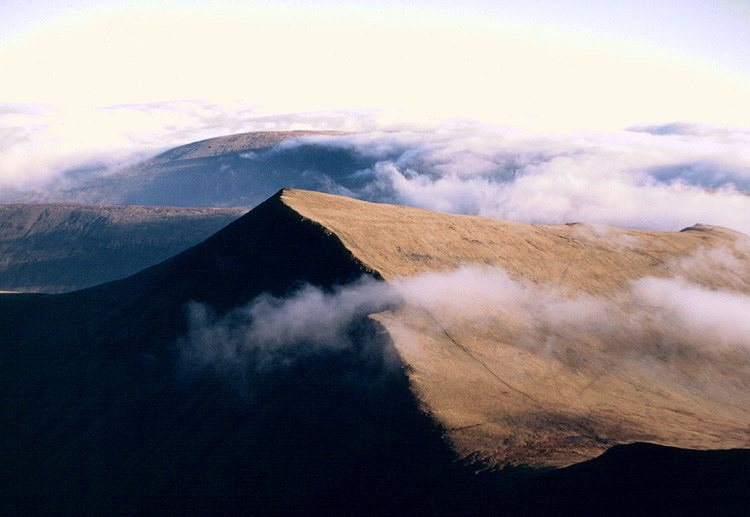
Blick vom 886 Meter hohen Pen y Fan in den Brecon Beacons, dem bevorzugten Terrain für die Geländeausbildung

Dieser Ausbildungsabschnitt findet in den Brecon Beacons, u. a. im Elan-Tal in Wales statt. Der so genannte Battle Fitness Test (BFT) besteht aus einem 2,5-Kilometer-Lauf als Gruppe in unter 13 Minuten, der anschließend noch einmal allein in unter 11,5 Minuten erfüllt werden muss. Es folgen in dieser ersten Woche weitere Geländeläufe über die Berge mit leichtem Gepäck sowie Orientierungsaufgaben bei Tag und Nacht. Im Laufe der Auswahl nimmt das Gewicht des Rucksacks auch mit Gewehr zu.
Die dritte Woche ist bestimmt von Orientierungsübungen im Gelände mit steigendem Schwierigkeitsgrad. In der vierten Woche ist an jedem Tag ein Geländelauf gegen die Uhr zu bewältigen. Die zu erreichende Zeit wird den Soldaten nicht mitgeteilt, da sie bei jedem Lauf ihr Bestes zu geben haben. Das Überschreiten des Zeitlimits führt ebenso zum Ausscheiden wie Verletzungen. Den Abschluss bildet ein Marsch über eine Distanz von 65 Kilometern mit über 7000 Höhenmeter bei 20 Kilogramm Rucksackgewicht und Gewehr. Wer länger als 20 Stunden braucht, ist durchgefallen. Der Rekord liegt bei 14 Stunden. Durch die sehr hohe körperliche Belastung kommt es immer wieder bei diesen Ausdauertests zu Todesfällen.

### Aufbautraining (4 Wochen)
In dieser Ausbildungsphase werden eine intensive und möglichst realistische Ausbildung an Handfeuerwaffen sowie Sprengstoffen und Übungen in Kleingruppentaktik durchgeführt. Anschließend erfolgt für Anwärter ohne Fallschirmsprungausbildung die automatische Ausbildung am Ausbildungszentrum RAF Brize Norton.

### Dschungelausbildung (6 Wochen)
Die Ausbildung findet in einem Nationalpark in Belize statt und wird in kleinen Gruppen von je vier Mann absolviert, jede Gruppe wird von einem Ausbilder der Belize Defence Force überwacht. Das Training umfasst Orientieren und Überleben im Dschungel, den Umgang mit Booten und den Aufbau eines Dschungelbiwak sowie den Feuerkampf im Dschungel. Sämtliche Fähigkeiten müssen die Anwärter in einer Abschlussübung beweisen.

### Kampfausbildung (4 Wochen)
In diesem Abschnitt wird in erster Linie das Überleben unter Kampfbedingungen (Combat Survival) und das Verbergen vor dem Feind mit dem Überstehen von Gefangennahme und Verhör trainiert. Dazu gehört, dass die Soldaten sich nur von den Dingen ernähren, die sie in Wald und Feld finden, und auch Verhöre und Folter (bis zu einem gewissen Grad) erleben. Die Ausbildung beendet eine Übung in E&E-Taktiken (Escape and Evasion – Fliehen und Ausweichen). Dazu bekommen die Soldaten unhandliche Übermäntel, um ihre Beweglichkeit einzuschränken, und werden von Soldaten anderer Verbände, üblicherweise Fallschirmjägern oder Gurkhas, fünf Tage lang gejagt und müssen unentdeckt bleiben, um zu bestehen. Anschließend wird jeder von ihnen 24 Stunden lang verhört und dabei erniedrigt, beschimpft, mit Lärm oder Schlafentzug malträtiert. Wer mehr als nur seinen Namen, seinen Rang, sein Geburtsdatum oder die Kennnummer preisgibt, fällt durch. Einzige erlaubte Antwort ist: „Es tut mir leid, ich kann diese Frage nicht beantworten.“
Jeder Fehler in einem dieser Abschnitte führt dazu, dass der Soldat sofort zu seinem Regiment zurückversetzt wird. Besteht er, verliert er den bisherigen Dienstrang und dient als Trooper im SAS. Die Ränge innerhalb des Regiments müssen von Unteroffizieren und Mannschaften neu erworben werden. Verlässt ein Soldat die Truppe, bekommt er seinen alten Dienstgrad zurück.
Für Offiziere gilt ein abweichendes Verfahren. Ab dem Dienstgrad Captain (Hauptmann) behalten diese ihren Rang, dürfen jedoch maximal drei Jahre im SAS dienen. Wenn sie anschließend den Test erneut bestehen, dürfen sie drei weitere Jahre dabei bleiben.

### Spezialausbildung
Anschließend beginnt die eigentliche Ausbildung, innerhalb deren sich jeder Soldat auf einem oder mehreren Gebieten zum Experten (Specialist) für bestimmte Bereiche fortbildet, diese sind:
- Rettungssanitäterausbildung mit dem Schwerpunkt auf Traumamedizin
- Fernmeldeausbildung
- HAHO Freifall-Fallschirmspringen im Gleiteinsatz
- Scharfschütze
- Sprachen
- Fahrer
- Guerillakampf
- Aufstandsbekämpfung Counterinsurgency – COIN
- Sprengmeister.

Je nach Rang und Fähigkeiten verdienen die Soldaten 25.000 bis 80.000 Pfund im Jahr. Der Dienst ist so hart, dass viele der Männer mit Mitte 30 aussteigen. Neben Verletzungen im Einsatz sind auch Spätfolgen durch schlechte Ernährung, verseuchtes Wasser, Infektionen oder Gefangenschaft eine Gefahr. Für Heimkehrer können außerdem ihre Konditionierung und ihre Erlebnisse zur Belastung werden. Nur wenigen gelingt es, sich an ein normales Leben zu gewöhnen. Viele leiden unter psychischen Störungen wie dem posttraumatischen Stresssyndrom oder können ihre Aggressionen nicht kontrollieren. Immer wieder gibt es Berichte über Suizide ehemaliger SAS-Mitglieder. Durch den hohen psychischen Druck sowie durch Einsatzdauer und -turnus wird ein geregeltes Familienleben zu einer Herausforderung für alle Angehörigen.

### Nachwuchsprobleme
Aufgrund dieser Gefahren und der hohen Anforderungen bei der Auswahl hat der SAS schon länger Schwierigkeiten, seine Sollstärke zu halten. Die britische Zeitung Daily Telegraph berichtete 2005, dass sich diese Probleme seit dem Krieg im Irak massiv verstärkt hätten. Immer mehr Soldaten würden den Dienst gegen lukrative Stellen bei privaten Sicherheitsdienstleistern eintauschen. Dies habe das Regiment dazu veranlasst, sämtliche 300 Frontsoldaten des SAS per Brief darauf hinzuweisen, dass es im besten Sinne aller wäre, wenn sie blieben.
Der Anreiz aus der Wirtschaft ist hoch. Laut dem Bericht kann ein Unteroffizier des SAS als Berater eines privaten Sicherheitsunternehmens im Irak oder Afghanistan bis zu 14.000 Pfund im Monat verdienen.

## Ausrüstung

### Bewaffnung
Die Informationen über den SAS basieren auf Büchern ehemaliger Mitglieder oder auf Berichten von Journalisten. Ihre Genauigkeit und ihre Aktualität sind daher begrenzt. Es kann als gesichert gelten, dass der SAS so wie andere Spezialeinheiten Zugriff auf praktisch jede Waffe hat und diese auch entsprechend den eigenen Bedürfnissen modifiziert und anpasst.
Standardbewaffnung für militärische Einsätze ist das amerikanische Sturmgewehr M16, das um den Granatwerfer M203 ergänzt werden kann.
Als Unterstützungswaffen werden sowohl das Standard-MG der britischen Streitkräfte GPMG (= General Purpose Machine Gun, genannt „Gimpy“) im Kaliber 7,62 × 51 mm NATO als auch das FN Minimi im Kaliber 5,56 × 45 mm NATO eingesetzt.
Seit dem Afghanistaneinsatz benutzt der SAS das Sturmgewehr Diemaco C8 SFW mit dem Granatwerfer HK AG-C/EGLM als neue Standardwaffe. Das Diemaco C8 SFW ist eine für Spezialeinheiten konzipierte Variante des Diemaco C7 und trägt in den britischen Streitkräften die Bezeichnung L119A1. Der HK AG-C/EGLM ist eine (ursprünglich für die kanadische Armee produzierte) Variante des Unterlauf-Granatwerfers AG36 und wird in der britischen Armee unter der Bezeichnung L17A1 geführt.

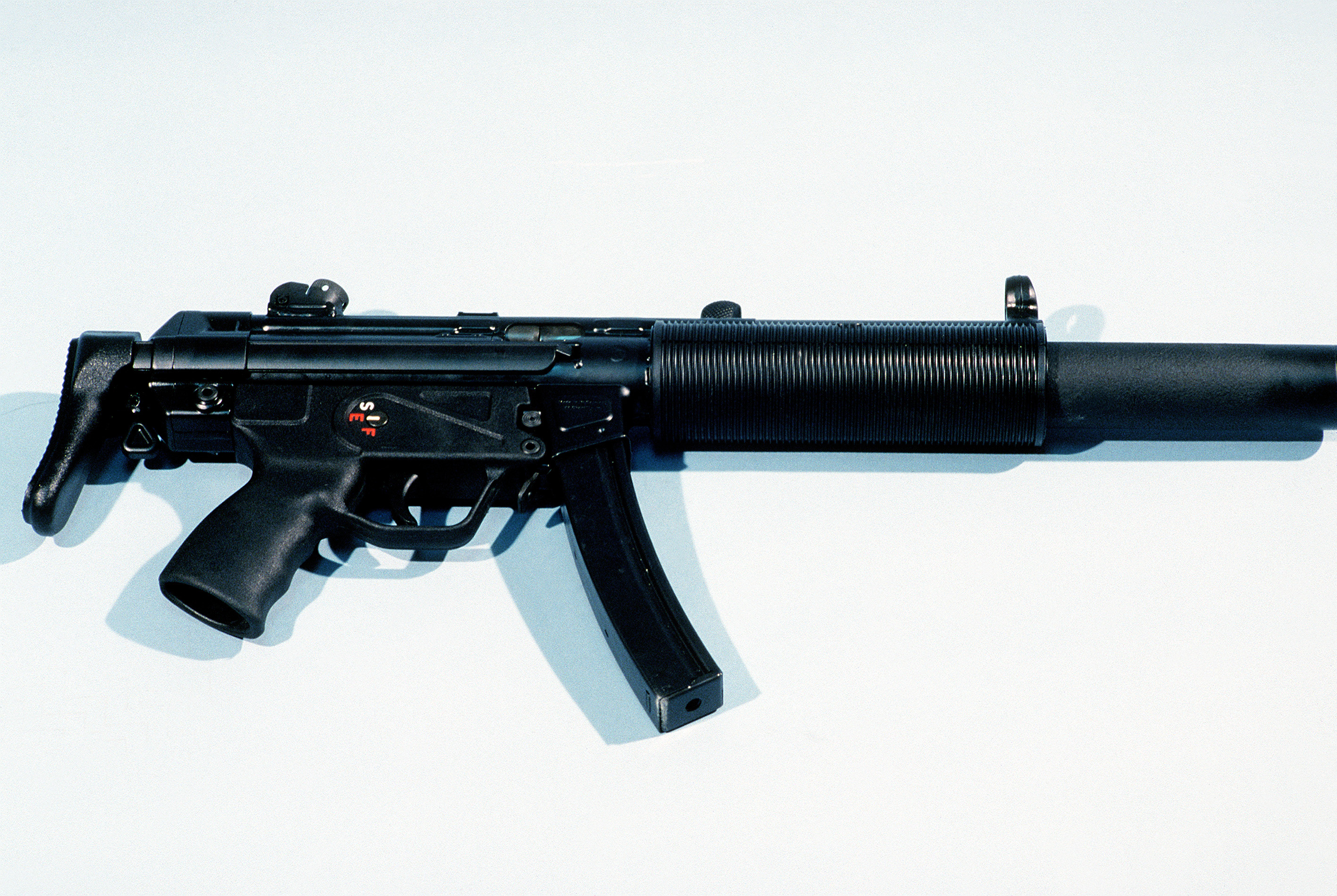
MP5SD3 mit integriertem Schalldämpfer

Für Anti-Terror-Operationen werden die Maschinenpistolen Heckler & Koch MP5 und MP7 verwendet, ähnlich wie bei anderen Spezialeinheiten. Eingesetzt wird auch der Maschinenkarabiner HK53 von Heckler & Koch im Kaliber 5,56 × 45 mm NATO mit einer Abzugeinheit die Einzelfeuer, 3er-Feuerstoß und Dauerfeuer ermöglicht.
Teil der Bewaffnung war jahrelang die halbautomatische Pistole Browning Hi-Power im Kaliber 9 × 19 mm. Inzwischen verwendet die Einheit jedoch die SIG Sauer P228, welche die gleiche Munition verschießt wie die Browning Hi-Power und die HK MP5.
Die Scharfschützengewehre vom Typ Accuracy International L96 A1 im Kaliber .300 Winchester Magnum können bei Bedarf mit einem Schalldämpfer versehen werden. Daneben stehen vom selben Hersteller sogenannte Anti-materiel-rifles im Kaliber .50 BMG zur Verfügung.
Je nach Ziel können außerdem verschiedene Infanteriewaffen wie schwere Maschinengewehre, Granatwerfer, Panzerabwehrhandwaffen wie die M72 oder Richtminen wie die M18 Claymore sowie PARM eingesetzt werden.
Als Kampfanzug dient ein feuerhemmender Overall, der entsprechend den Einsatzbedingungen verschieden getarnt ist. Ein netzartiger Schal wird als Halstuch getragen, aber auch zur Tarnung von Gesicht oder Ausrüstung eingesetzt. Je nach Auftrag kann eine schusshemmende Weste ebenso dazugehören wie eine Sturmhaube, ein Helm mit Visier, Nachtsichtgeräte oder ABC-Schutzmasken.
Einige Lockheed C-130 der RAF verfügen über den gleichen Multisensor-Turm unter der Nase, über welchen die deutschen Sea Lynx MK 88A verfügen. Diese Flugzeuge verfügen zusätzlich über Nachtsicht-Kameras (Low Light Level Television) und eine leichte Cockpit-Panzerung. Die Staffel 47 der RAF fliegt mit solchen Flugzeugen Einsätze für den SAS.
Zurzeit werden laut Jane’s in Credenhill Minidrohnen aus amerikanischer Produktion erprobt, sogenannte Backpack Unmanned Surveillance Targeting and Enhanced Reconnaissance (Buster). Diese sehen aus wie Modellflugzeuge, lassen sich im Rucksack transportieren und sammeln aus der Luft Informationen. Gesteuert werden sie ähnlich einem Modellflugzeug und können bis zu vier Stunden in der Luft bleiben.

### Transport

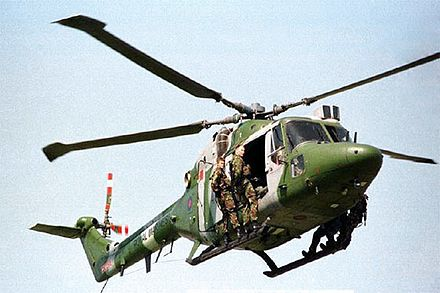
Westland Lynx Mk.7, hier einer der Royal Marines, wie er auch beim SAS in Gebrauch ist

Die Mobility-Troops verwenden vorwiegend die Militärversion des Land Rover Defender, den Land Rover Wolf (nicht zu verwechseln mit dem gleichnamigen Geländewagen der Bundeswehr auf G-Klasse-Basis), sowohl mit kurzem (TUL), als auch mit langem Radstand (TUM). Außerdem den so genannten Pink Panther, ein auf dem Land Rover basierendes Patrouillenfahrzeug und das Supacat HMT 400.
Für den Langstreckentransport stellt die britische Royal Air Force mehrere modifizierte Lockheed C-130J Hercules II zur Verfügung, die mit zusätzlichen Aufklärungs- und Kommunikationssystemen sowie Täuschkörperwerfern zum Selbstschutz ausgestattet sind. Seit 2002 wird gelegentlich auch die Boeing C-17 Globemaster III für diesen Zweck verwendet. Der primäre Operationshubschrauber des SAS ist der Westland Lynx Mk.7/9. Außerdem wurden in den 1990er-Jahren laut Medienberichten acht Chinook HC.2 beschafft, die für den Transport einer ganzen Squadron samt leichter Fahrzeuge geeignet sind, aufgrund von technischen Mängeln jedoch zu Chinook HC.1 rückgerüstet wurden.
Eigens für den SAS werden die folgenden Hubschrauber von der RAF betrieben:
- 4 × Agusta A.109C (bis 2010)
- 5 × Eurocopter AS:365N3 Dauphin II (seit 2012)

## Kooperationen
Der SAS wird seit 2005 nachrichtendienstlich vom Special Reconnaissance Regiment (SRR) unterstützt, das Überwachungs- und Aufklärungsaufgaben erfüllt, um Einsätze des SAS vorzubereiten und zu begleiten.
Neben Großbritannien verfügen als ehemalige Kolonien auch Australien mit dem Australian Special Air Service Regiment, Neuseeland mit dem New Zealand Special Air Service sowie Rhodesien bis zur Unabhängigkeit 1980 mit dem Rhodesian Special Air Service über einen eigenen SAS. Diese Einheiten stehen in enger Verbindung mit dem britischen SAS, sowohl im Training als auch bei weltweiten Einsätzen. Der britische SAS übernimmt zudem die komplette Ausbildung der Sultan’s Special Force in Oman.
Viele Spezialeinheiten weltweit haben sich den SAS zum Vorbild genommen. Zum Beispiel wurde der komplette Ausbildungsstab der amerikanischen Antiterroreinheit Delta Force 1977 durch ein Expertenteam des SAS über fast ein Jahr lang in den USA ausgebildet. Dieses Know-how bildete damit die Keimzelle für die Aufstellung aller anderen US-Antiterroreinheiten, wie dem 1980 gegründeten Seal Team 6 und dem 1983 aufgestellten Hostage Rescue Team des FBI. Auch das deutsche KSK, die kanadische JTF2, das schweizerische AAD 10, die griechische Einheit ETA, die polnische Einheit GROM und die israelische Sajeret Matkal übernahmen die taktische Struktur und Einsatzdoktrin des SAS. Später entwickelte sich die Sayeret Matkal durch ihre in enormer Einsatzdichte erworbenen Erfahrungen ihrerseits zu einer wertvollen Hilfe für den SAS. Viele Einheiten trainieren regelmäßig mit Einheiten des SAS und nutzen dessen Trainingseinrichtungen beispielsweise in Belize oder Brunei.

## Geheimhaltung
Die Existenz des Special Air Service war in Großbritannien bereits in den 1960er-Jahren allgemein bekannt, jedoch wurde sie lange Zeit von offiziellen Stellen dementiert. Auch nachdem ein Fernsehteam 1972 zufällig einen Anti-Terror-Einsatz an Bord des Kreuzfahrtschiffes Queen Elizabeth 2 dokumentierte, nahm das Verteidigungsministerium hierzu keine Stellung. Erst in den 1980er-Jahren wurde die Existenz des SAS offiziell bestätigt, nachdem dieser die Geiselnahme in der iranischen Botschaft in London vor versammelter Weltpresse erfolgreich beendet hatte.
Nach dem Eintritt ist es jedem Mitglied untersagt, anderen als engsten Familienangehörigen die Zugehörigkeit zum SAS zu enthüllen. Während der gesamten Dienstzeit sorgt das Verteidigungsministerium für Anonymität. In Veröffentlichungen über eventuell verliehene Orden steht hinter dem Namen des Soldaten die ursprüngliche Einheit, nicht SAS. Sollte er im Kampf getötet werden, wird darüber keine öffentliche Mitteilung gemacht, sofern es sich vermeiden lässt. Ist sie unvermeidlich, wird der Soldat als Mitglied seiner ursprünglichen Einheit aufgeführt.
Diese Geheimhaltung ist bis heute Anlass für viele Spekulationen und lieferte etlichen Verschwörungstheoretikern Stoff für ihre Bücher. Die meisten Kenntnisse über den SAS stammen von ehemaligen Mitgliedern der Einheit, von denen angeblich einige wegen der Preisgabe von Informationen vor Militärgerichte gestellt wurden. Das Verteidigungsministerium versucht auch immer wieder per Gericht, die Bücher von Veteranen zu verbieten oder zensiert deren Lebenserinnerungen und Berichte. Daher ist bei jedem Bericht Skepsis angebracht. Erst Ende November 2001 gewann ein ehemaliger Soldat des SAS einen dreijährigen Prozess gegen das Ministerium. Anschließend durfte er sein Buch über einen katastrophalen Einsatz während des Zweiten Golfkrieges veröffentlichen, das verfilmt wurde, den Gewinn musste er dem Staat abtreten. Ex-Mitglieder, die Berichte veröffentlichen, tun dies üblicherweise unter einem Pseudonym, wie zum Beispiel auch Andy McNab. Doch ist auch bei diesen Büchern der Wahrheitsgehalt unklar. Außerdem gibt es immer wieder Autoren, die behaupten, im SAS gedient zu haben, ohne dass es dafür Belege gibt.
Im Jahre 2004 bekräftigte der damalige Verteidigungsminister Geoff Hoon die bis heute geltende Geheimhaltungspolitik gegenüber der Öffentlichkeit. Die Kritik von hohen Regierungsmitgliedern sowie seitens der Presse, dass sich diese Politik durch die zunehmende Einbindung von Spezialeinheiten in der Kriegsführung nicht aufrechterhalten lasse, kommentierte eine nicht genannte militärische Quelle damit, dass ungenaue und fehlerhafte Berichterstattung unter Umständen „nützlicher Desinformation“ gleichkomme.

## Geschichte

### 1941–1945

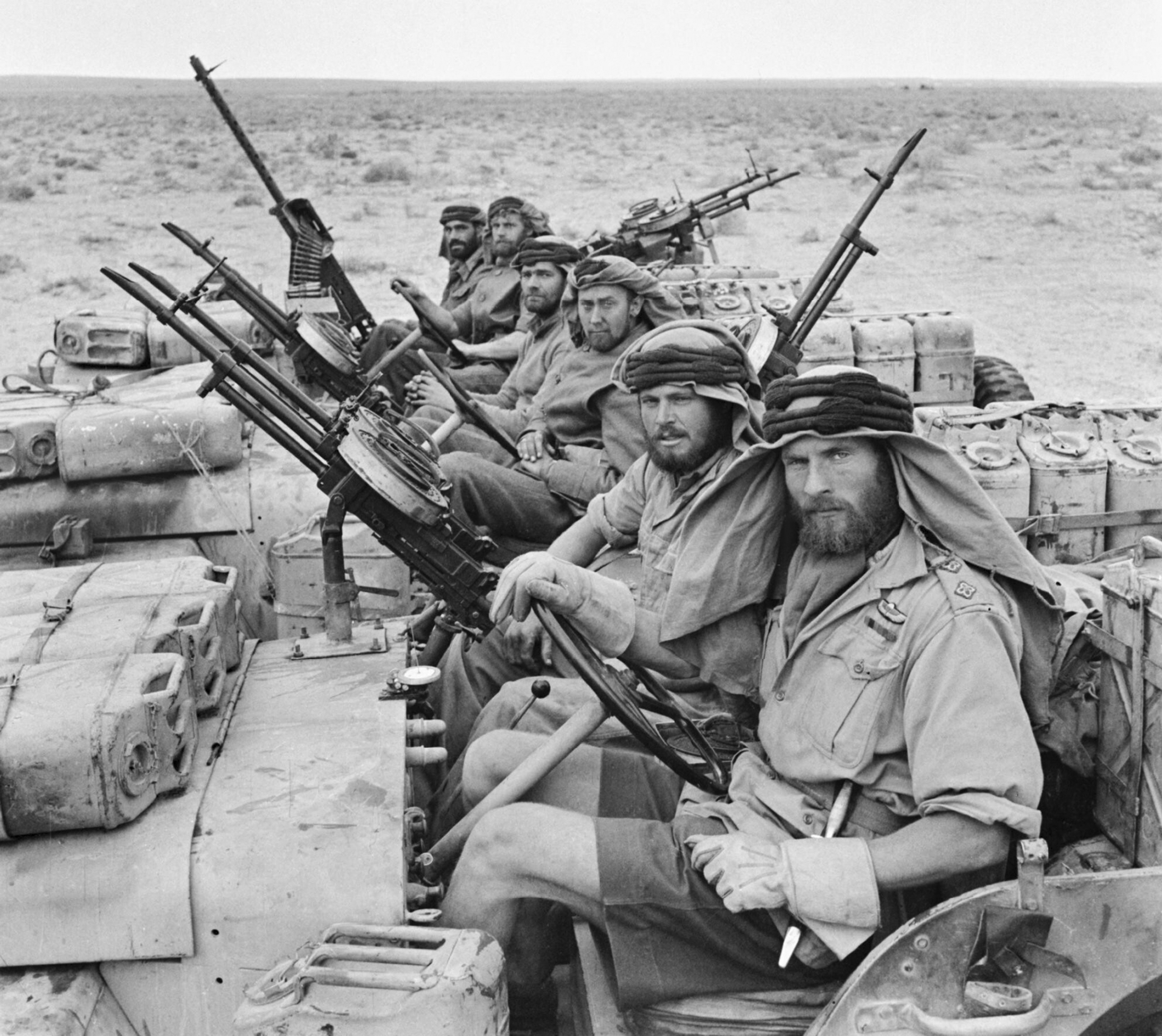
Angehörige des SAS nach einer Patrouille (Nordafrika, 1943)

Vorläufer war der Verband der Layforce, die auf den späteren General Robert Laycock zurückging und den Rückzug der britischen Truppen auf Kreta über Sfakia deckte sowie in Britisch-Indien, dem heutigen Indien, Bangladesch, Pakistan und Teilen Myanmars (des früheren Burma), die Chindits unter Orde Wingate. Bereits im Sudan hatte er die Gideon Force geschaffen, die ab Februar 1941 Guerillaaktionen gegen die italienische Besatzungsmacht in Äthiopien unternahm.
Für die Aufklärung in den tiefen Flanken in der Wüste wurde in Nordafrika die motorisierte Long Range Desert Group aufgestellt, die bei Bedarf und Möglichkeit auch Hinterhalte und Handstreiche durchführte. Das „Kommando“ oder L Detachment, „Special Air Service Brigade“ (SAS), unter dem damaligen Lieutenant David Stirling, war die erste Einheit des the Regiment, wie der SAS auch genannt wird, und die im Juli 1941 während des Zweiten Weltkrieges aufgestellt wurde. Ursprüngliches Ziel war, Sabotageakte weit hinter der Front des deutschen Afrikakorps zu begehen, um Rommels Nachschublinien zu stören. Diese Truppe hatte nur eine Stärke von 66 Mann. Die Bezeichnung Brigade, die eine viel größere Einheit vermuten ließ, trug sie zur Tarnung und Täuschung der Deutschen, ebenso wie den Zusatz Air. Stirlings Männer wurden im ägyptischen Kabrit nahe dem Sueskanal ausgebildet. Teil der D Squadron war die Special Interrogation Group aus deutschsprachigen Juden aus Palästina.
Der allererste Einsatz war allerdings ein Desaster. Im November 1941 sprangen 62 Mann, aus 5 Flugzeugen, mit Fallschirmen hinter den feindlichen Linien ab, um einen Fliegerhorst zu zerstören. Es gab ein Unwetter, bei dem zwei der Maschinen abstürzten, die Soldaten sprangen sehr verstreut ab. Folglich erreichten nur 22 den ausgemachten Treffpunkt, die übrigen wurden gefangen genommen oder getötet. Keines der geplanten Ziele konnte angegriffen werden. Die Teilnehmer der Operation wurden hungrig und übermüdet von der Long Range Desert Group am vereinbarten Treffpunkt in Empfang genommen. Stirling warb anschließend in der Armeeführung darum, das Unternehmen wiederholen zu dürfen. Diesmal jedoch in enger Zusammenarbeit mit der Long Range Desert Group (LRDG), einer Aufklärungseinheit der Armee, die später in den Mobile Troops des SAS aufging und die SAS-Soldaten per Fahrzeug zum Einsatzort transportierte. Bei einer ersten Kooperation konnten 4 deutsche Feldflugplätze, von denen nur 2 in Betrieb waren, erreicht und 61 Flugzeuge zerstört werden. Die Gruppe erhielt im Oktober 1942 den Namen 1st SAS und damit auch den Status eines eigenständigen Regiments. Stirlings Bruder Bill begann mit dem Aufbau eines zweiten Regiments, namens 2nd SAS.
In der Folge erlernte das SAS von der LRDG die Orientierung in der Wüste. SAS-Patrouillen konnten ca. 250 deutsche Flugzeuge und unzählige Fahrzeuge aus dem Hinterhalt vernichten. In der Folge wurden verstärkt Fronteinheiten der Deutschen für Sicherungsaufgaben eingesetzt.
Während des Wüstenkrieges in Afrika unternahmen Stirlings Soldaten viele erfolgreiche Angriffe, vernichteten Treibstoffdepots und Flugplätze. Sie waren so gefürchtet, dass Adolf Hitler den so genannten Kommandobefehl erließ, der besagte, dass jedes gefangene Mitglied einer solchen Gruppe zu erschießen sei. Sie perfektionierten eine Taktik namens Hit and Run („Angreifen und Verschwinden“), indem sie lediglich mit Geländefahrzeugen, die ein Maschinengewehr trugen, angriffen und anschließend wieder in der Wüste verschwanden.
Im Januar 1943 wurde David Stirling bei einem Einsatz von Italienern gefangen genommen und verbrachte den Rest des Krieges in einem Kriegsgefangenenlager. Das Kommando übernahmen sein Bruder Bill und Blair ‚Paddy‘ Mayne.
Mit Ende des Afrikafeldzugs hatte der SAS seinen Anführer und seine Aufgabe verloren. In der Folge wurden 250 Soldaten des 1. SAS in Palästina zum Special Raiding Squadron, für eine Verwendung auf dem Balkan ausgebildet.
Kommandoeinsätze in Italien folgten, so die Befreiung von über 200 Gefangenen aus einem deutschen Konzentrationslager in Italien in Pisticci.
Für amphibische Landungen auf der Inselgruppe Dodekanes in Griechenland wurden weitere 250 Mann als Special Boat Squadron eingesetzt. 1943 nahm der Verband an den Landungen auf Sizilien und dem italienischen Festland teil und führte Sabotageakte in Norditalien durch. Diese geschahen im Zusammenwirken u. a. mit der bereits 1942 aufgestellten griechischen Sondereinheit Heilige Schar unter dem Kommando des SAS.
Es kam zur Kooperation mit italienischen  Partisanen und geflohenen sowjetischen Kriegsgefangenen. Sie dienten im Allied SAS Battalion und störten unter anderem die Nachschublinien des deutschen Oberbefehlshabers der Front Albert Kesselring. Zwischen 1943 und 1945 wurden insgesamt drei dieser Fremdenbataillone aufgestellt, die nachfolgend als Spezialeinheiten in die französische und belgische Armee überstellt wurden.
- 3rd SAS, bestehend aus französischen Soldaten 2e RCP, heute 1er régiment de parachutistes d’infanterie de marine
- 4th SAS, bestehend aus französischen Soldaten 3e RCP
- 5th SAS, bestehend aus belgischen Soldaten, heute Commandobataillon.

Im Vorfeld der alliierten Landung in der Normandie am 1. April 1944 wurden alle bisherigen Einheiten unter dem Namen Special Air Service Regiment zusammengefasst und in das Army Air Corps eingegliedert. Der SAS unterstützte gemeinsam mit dem amerikanischen OSS und dem französischen Maquis die alliierte Landung in der Normandie 1944 mit Anschlägen auf Nachschubeinrichtungen hinter der Front.
Aus Protest gegen zu riskante Einsätze während der Landung in Nordfrankreich nahm Bill Stirling seinen Abschied. So täuschten Trupps im Rahmen der Operation Titanic, am Vorabend des 6. Juni im Verbund mit Fallschirmattrappen und Feuerwerkskörpern eine Luftlandeoperation nördlich des US Absprunggebietes vor. Die eingesetzten Soldaten konnten nur mehr vor überlegenen deutschen Einheiten fliehen und ausweichen.
Die weiteren Operationen in Belgien und Frankreich wurden realistischer geplant. Meist störte der SAS im Verbund mit Partisanen Nachschubkolonnen oder zerstörte Eisenbahnlinien. In den Reihen des Maquis gab es allerdings deutsche Informanten, sodass eine Gruppe des SAS am 5. Juli, nach Fallschirmlandung in der Nähe von Paris, direkt von Deutschen eingekesselt und verhaftet wurde. Nach weiteren Fehlschlägen, wie der Operation Loyton vom 12. August bis zum 9. Oktober 1944, reduzierte die Spezialeinheit die Arbeit mit dem Maquis.
Nach dem Ende des Krieges wurde der SAS zur Fahndung und Verhaftung ehemaliger SS- und Gestapo-Mitglieder eingesetzt. Zu dieser Zeit bestand die Einheit bereits aus fünf Regimentern, von denen zwei vor allem französische und eines belgische Mitglieder hatten.

### SAS War Crime Investigation Team 1945–1949
Als der SAS 1945 aufgelöst wurde, war das Schicksal zahlreicher britischer Spezialkräfte ungeklärt und gleichzeitig verdichteten sich Hinweise, dass es durch Deutsche zu Morden (Kommandobefehl) und schweren Misshandlungen gekommen war. Brian Franks (Ex-SAS-Regimentskommandeur) und Eric Barkworth (Ex-SAS-Nachrichtenoffizier) vom 2. Regiment agierten mit weiteren Veteranen offen auftretend als SAS War Crime Investigation Team. Captain Yuri Galitzine, der in der Abteilung AG3-VW (Violations of laws and usages of war) des Kriegsministeriums Kriegsverbrechen verfolgte, zweigte eigenmächtig Mittel für den Sold, die Logistik und Kommunikation dieser privaten Gruppe ab. Dem Team gelang es, das Schicksal zahlreicher vermisster Kommandoangehöriger von SAS und Special Operations Executive (u. a. in Zusammenarbeit mit Vera Atkins) zu klären. Das Investigation Team sammelte Beweise, führte Zeugenbefragungen und Verhöre durch und nahm Verhaftungen in Deutschland, Frankreich, Italien und Österreich vor. Über hundert Verdächtige wurden der Justiz übergeben. Anfang 1949 löste sich das Team auf.

### 1946–1979
Die beiden französischen Bataillone und das belgische Bataillon wurden nach dem Krieg außer Dienst der englischen Armee gestellt, die Soldaten kehrten in ihre Heimatländer zurück und bildeten dort Spezialverbände. Die französischstämmigen Einheiten bildeten das:
- 2e Régiment de Chasseurs Parachutistes und das
- 3e Régiment de Chasseurs Parachutistes.

Diese beiden Regimenter gingen später in dem 1er régiment de parachutistes d’infanterie de marine (1er RPIMa) auf, dem französischen Pendant zum SAS, das sich heute noch in der Tradition des SAS sieht und diese Herkunft auch im Wappen dokumentiert, und regelmäßig gemeinsame Übungen mit dem SAS abhält.
In der belgischen Armee entstand das
- 1st Battalion Belgian Para Commandos

Auch der Rest der Truppe existierte nicht in der bisherigen Form weiter. Der SAS wurde offiziell aus der Armee ausgegliedert und aufgelöst. Am 1. Juli 1947 jedoch wurde sie zumindest teilweise als Special Air Service Regiments im Army Air Corps neu aufgestellt. Es bestand aus einem Regiment der Reserve (Territorial Army – T.A.): dem 21st Battalion, Special Air Service Regiment (Artists Rifles). Im August 1949 wurde diese Einheit aus dem Army Air Corps ausgegliedert und als unabhängiges Korps geführt.
1950 baute Brigadier Mike Calvert den SAS als Kommandoeinheit neu auf. Grund war eine Krise in Malaysia, wo Rebellen versuchten, die Unabhängigkeit zu erkämpfen. Als Anti-Guerilla-Einheit wurde das so genannte Z Squadron gebildet, die unter dem Namen Malayan Scouts in Malaysia kämpfte. Das Squadron bestand aus ehemaligen Mitgliedern des SAS, Rekruten anderer Einheiten, sowie aus Insassen von Armeegefängnissen. Zusätzlich wurde das noch existierende Regiment 21 in den Dschungel von Malaysia geschickt. Bis zum Ende des Jahres 1955 bestand die gesamte Truppe wieder aus fünf Schwadronen und blieb bis einschließlich 1958 in Malaysia.
Im Jahr 1952 wurden die bestehenden Gruppen in zwei Einheiten neu organisiert:
- 21st Special Air Service Regiment (Artists Rifles), (T.A.)
- 22nd Special Air Service Regiment, in dem die Malayan Scouts aufgingen.

1959 entstand dann in der Territorial Army eine zweite SAS-Einheit:
- 23rd Special Air Service Regiment (T.A.).

Die letzte Umorganisation fand am 1. April 1967 statt. Im Hauptquartier in Hereford wurde zu diesem Zeitpunkt ein neues Squadron aufgestellt: Das R Squadron, Special Air Service Regiment (V), das sich aus ausgewählten Mitgliedern der Regimenter 21 und 23 zusammensetzte und dem 22nd SAS als schnelle Verstärkung angegliedert wurde. Später erhielt die Einheit nochmals eine neue Bezeichnung, den historischen Namen:
- L Detachment

Dem Einsatz in Malaysia folgten weitere. So bekämpften SAS-Teams gegen den Sultan putschende Rebellen im heutigen Oman (1958–1959) oder Guerilleros in Borneo, dem heutigen Brunei (1963–1966). Außerdem waren sie von 1964 bis 1967 in Aden im Einsatz, bevor die Briten das Land verließen. Von 1970 bis 1977 gab es erneut inoffizielle und streng geheime Einsätze in Oman. Überhaupt wandelte sich der SAS mehr und mehr von einer regulären Armeeeinheit hin zu einer geheim gehaltenen Spezialtruppe. Damit änderten sich auch die Aufgaben, zu denen inzwischen der Personenschutz und der Kampf gegen Terroristen gehörte. Als Tarnung wurden im Einsatz nun auch Zivilkleidung oder Uniformen anderer Armeeeinheiten getragen.

### Nordirland
Ab 1969 setzte die britische Regierung den SAS auch in Nordirland ein, was schnell zu Kritik führte. Offiziell begann die britische Armee ihren Einsatz in der Provinz, um die lokale Polizei, die Royal Ulster Constabulary, zu unterstützen. Jedoch waren die Einsätze, bei denen „das Regiment“ involviert war, von vornherein Kampfeinsätze gegen die IRA. Mehrfach kamen dabei unbewaffnete Zivilisten ums Leben. Anfangs traten die Soldaten noch offen in ihren Uniformen und sandfarbenen Baretten auf, später operierten sie immer häufiger verdeckt.
Dabei arbeitete der SAS im Kampf gegen die IRA sehr eng mit der 1970 aufgestellten 14 Intelligence Company, einer Spezialeinheit der britischen Armee für nachrichtendienstliche Aufklärung und Überwachung, zusammen.
Der SAS wurde in den 1970er-Jahren zu einem der wichtigsten Instrumente bei der Suche nach Informationen gegen nordirische Terrorgruppen. Um diese Aufgabe zu erfüllen, handelten die Kommandos immer offensiver, wobei sie bei Verfolgungen die Landesgrenze zur Republik Irland überschritten. So wurde unter anderem im März 1976 der IRA-Kommandant Seán McKenna aus seinem Haus in der Republik Irland entführt und an eine Patrouille der britischen Armee übergeben.
Irische Nationalisten sind der Überzeugung, der SAS habe in den 1980er-Jahren IRA-Mitglieder sogar planmäßig exekutiert. So soll er 1984 in Dunloy in der Grafschaft Antrim zwei Männer erst verwundet und schließlich erschossen haben. In Loughgall wurden 1987 acht IRA-Männer, die versuchten, eine Polizeistation zu sprengen, in einen Hinterhalt des SAS gelockt und getötet. 1988 wurden in der britischen Exklave Gibraltar drei unbewaffnete Mitglieder, die einen Bombenanschlag planten, von einem SAS-Team in der Operation Flavius auf offener Straße erschossen.
Zwar unterliegt der SAS bei dem Gebrauch von Waffen den gleichen rechtlichen Bestimmungen wie die britische Armee, allerdings wird bei Einsätzen grundsätzlich eine Kriegseinsatzsituation angenommen und nach Kriegsrecht verfahren.
Aufgrund seiner aggressiven und kompromisslosen Kampfweise wurde der SAS gefürchtet und bekam einen geradezu mythischen Ruf. Beispielhaft dafür war die Balcombe Street-Belagerung am 6. Dezember 1975. Auf der Flucht vor der Polizei hatten sich vier IRA-Männer in einer Wohnung in der Balcombe Street in London verschanzt und zwei Bewohner als Geiseln genommen. Sechs Tage lang dauerten die Verhandlungen. Die Männer ergaben sich, als Medien berichteten, der SAS solle zur Befreiung der Geiseln eingesetzt werden.

### 1980–2001
In den 1980er-Jahren wurde „das Regiment“ mehr und mehr auch für die Öffentlichkeit sichtbar. Die neue Offenheit der Regierung im Umgang mit dem SAS begann im April 1980. Am 30. April besetzten sechs irakische Terroristen die iranische Botschaft in London. Vergeblich verhandelte die Polizei sechs Tage lang mit den Besetzern, die zur Unterstützung ihrer Forderungen eine Geisel töteten. Am 5. Mai befahl Premierministerin Margaret Thatcher den Angriff. Um 19:26 Uhr stürmten mehr als 30 Angehörige des SAS das Gebäude und wurden dabei zum Teil von der BBC gefilmt. Während des 17 Minuten andauernden Einsatzes erschossen die Terroristen eine weitere Geisel. Sie selbst wurden bis auf einen getötet. Dieser Geiselnehmer überlebte nach Zeugenaussagen nur, da er sich sofort zu Boden warf und seiner Waffe entledigte, sodass er von den Einsatzkräften für eine Geisel gehalten wurde.
Nach dem Einsatz führte das Vorgehen des SAS nach dem Motto safety-first zu einer öffentlichen Kontroverse in der britischen Presse. Aufgrund der kompromisslosen Vorgehensweise während der Aktion wurde vermutet, dass so etwas wie ein genereller Schießbefehl vorgelegen habe. Einer der beteiligten Soldaten, Robin Horsfall, sagte 20 Jahre später in einem Interview: „Wir wurden darauf gedrillt, zu töten. Wenn der SAS in Aktion tritt, muss man sich damit abfinden, dass es Tote gibt. Wir wollten die Terroristen töten. Wir hofften, dass sie sich nicht ergeben würden. Dafür lebten wir, dafür hatten wir trainiert.“ Der ursprüngliche Befehl hatte gelautet, auf beiden Seiten so wenig Menschen wie möglich zu töten.
Trotz der Kontroverse galt der Sturm auf die Botschaft als Erfolg. Zudem führte die Debatte neben der Medienpräsenz erstmals dazu, dass die Existenz der Einheit von offizieller Seite nicht mehr dementiert wurde.
Der nächste bekannt gewordene Einsatz kam während des Falklandkrieges 1982. Mehrere Teams des SAS kämpften zur Vorbereitung und während der Landung auf South Georgia (Operation Paraquat), den Falklandinseln (West Falkland Operation Corporate), oft in Zusammenarbeit mit Einheiten des Special Boat Service und der Einsatz auf dem argentinischen Festland (Operation Mikado).
Die Einheit wurde nicht nur für Kriege und Terrorismusbekämpfung benötigt. 1987 befahl Premierministerin Thatcher einem SAS-Team, das Hochsicherheitsgefängnis in Peterhead in Schottland zu stürmen, um eine Revolte der Häftlinge niederzuschlagen. Die Soldaten setzten dabei Schlagstöcke, Blendgranaten und CS-Gas ein. Der Einsatz gelang und ein gefangen gehaltener Wachmann konnte befreit werden.
Nachdem in Kambodscha das Regime der Roten Khmer durch den Einsatz vietnamesischer Streitkräfte gestürzt worden war, setzte die britische Regierung ab dem Jahr 1983 den SAS in einer verdeckten Operation ein, um Widerstandskämpfer im Umgang mit Minen und anderen Sprengkörpern zu schulen. Zu dieser Widerstandsbewegung gehörten auch die verbleibenden Roten Khmer, die erneut die Macht ergreifen wollten. Die von den Guerillas verlegten Minen stellen noch Jahrzehnte später ein gravierendes Problem für die Bevölkerung dar. Etwa 15 % der Kambodschaner sind durch Unfälle mit Landminen betroffen.
Im Zweiten Golfkrieg 1991 übernahm der SAS ähnliche Aufgaben wie einst im Zweiten Weltkrieg: Sabotageeinsätze weit hinter den feindlichen Linien. Vorrangiges Ziel war die Zerstörung von Abschussrampen irakischer R-17-Raketen. Dabei erlitt die Truppe auch einen ihrer größten Fehlschläge: Zwei Mitglieder des Kommandos „Bravo Two Zero“ unter Steven Billy Mitchell alias Andy McNab beschrieben diesen Einsatz später in Büchern. Ihr Acht-Mann-Team sollte tief in der irakischen Wüste Startstellungen unschädlich machen, es wurde jedoch schon beim Eindringen in den irakischen Luftraum gesichtet und verfolgt. Mehrere Tage lang zogen sich die Soldaten kämpfend zurück und töteten dabei schätzungsweise 250 Iraker. Nur einer der acht schaffte es, sich bis zur 190 Kilometer entfernten syrischen Grenze durchzuschlagen. Ein weiterer wurde im Kampf getötet, und zwei starben in der Wüste, die übrigen vier gefangen und während der Verhöre gefoltert. Chris Ryan, welcher es bis zur Grenze schaffte, veröffentlichte später auch ein Buch. Die Ereignisse wurden als Bravo Two Zero – Hinter feindlichen Linien verfilmt. Dem stellt Michael Asher, ein ehemaliger Soldat der Territorial SAS und Wüstenwanderer, ein anderes Bild gegenüber, als dieser einen Dokumentarfilm im Chanel 4 in Irak drehte und dabei mit Irakern vor Ort sprach. Asher bezweifelt, dass 250 irakische Soldaten getötet wurden, sondern wenn überhaupt, nur wenige. Auch hinterfragt Asher die vielen Kämpfer, welche der SAS-Gruppe gegenüberstanden, sondern sagte, es seien nur wenige lokale bewaffnete Leute gewesen oder Polizisten. Auf die Kontroverse angesprochen erwiderte Chris Ryan, dass er weiß, dass er viele Soldaten getötet hatte und nicht stolz sei, dies getan zu haben. Ryan offerierte Asher sich zu treffen und das zu regeln wie man es beim SAS regelt. Dies wiederum schloss Asher aus, weil er debattieren möchte, aber keinen kindlichen Konflikt führen möchte.

### Gegenwart
Neben den klassischen Aufgaben Sabotage, Geheimdienstarbeit und Geiselbefreiung ist für den SAS seit dem September 2001 eine weitere immer wichtiger geworden: der weltweite Kampf gegen terroristische Gruppen. Aufgrund der in Nordirland gemachten Erfahrungen gilt der SAS als eine der wichtigsten Waffen in diesem unerklärten Krieg. Groß angelegte Einsätze in Afghanistan und im Irak gehören ebenso dazu wie kleine Aktionen einzelner Teams.
Im Gegensatz zu ähnlichen Einheiten verbündeter Länder, wie der Delta Force oder dem KSK (Kommando Spezialkräfte), arbeitet der SAS dabei immer wieder eng mit der Polizei zusammen. So waren laut britischen Medienberichten Angehörige des SAS im Juli 2005 an der Überwachung von Jean Charles de Menezes beteiligt, der von der Londoner Metropolitan Police zu Unrecht als Terrorverdächtiger verfolgt und letztlich in der U-Bahn erschossen wurde. Auch sollen einige Mitglieder sowohl an der Fahndung nach den Drahtziehern der Bombenanschlägen auf das Londoner Verkehrsnetz im Juli 2005 beteiligt gewesen sein, als auch an der Erstürmung mehrerer Wohnungen von Hintermännern in West-London. Eine offizielle Bestätigung dieser Berichte gab es – wie üblich – nicht.
Am 19. September 2005 kam es im irakischen Basra zu einem Zwischenfall, der internationale Aufmerksamkeit erregte. Zwei Angehörige des SAS, deren Einheit gegen Waffenschmuggler aus dem Iran operierte, waren, als Araber verkleidet, in einem Zivilfahrzeug unterwegs, als sie in eine irakische Polizeikontrolle gerieten und offenbar nach einem Schusswechsel festgenommen wurden. Nachdem die Männer überwältigt worden waren, fand man in ihrem Fahrzeug diverse Waffen und Ausrüstungsgegenstände. Noch bevor ihre Identität oder ihre Absichten geklärt werden konnten, wurden die beiden Gefangenen aus ihrem irakischen Gefängnis von britischen Truppen gewaltsam befreit, mit der Begründung, die örtliche Polizei hätte die Männer an terroristische Milizen übergeben und ihr Leben sei in Gefahr gewesen. Nach Angaben aus dem britischen Verteidigungsministerium seien die Männer jedoch nach Verhandlungen freigelassen worden.
Nach einem Einsatz im Irak 2006 verließ ein Mitglied des SAS die Einheit und die Armee aus „moralischen Gründen“. Der 28-jährige Ben Griffin schied laut Sunday Telegraph auf eigenen Wunsch aus. Er habe im Irak in dutzenden Fällen „illegale“ Verhörmethoden beobachtet und erlebt, wie Iraker von US-Truppen als „Untermenschen“ behandelt würden. Nach dem Bericht ist Griffin der erste Soldat überhaupt, der den SAS aus moralischen Gründen verließ.
Im Krieg in Afghanistan haben Soldaten der SAS nach Angaben der BBC Kriegsverbrechen begangen. Unter Berufung auf geheime Militärreports berichtete die BBC, dass eine Untergruppe des SAS in Afghanistan innerhalb von sechs Monaten in den Jahren 2010 und 2011 insgesamt 54 Unbewaffnete und Festgenommene getötet habe.
Am 26. Februar 2011 unterstützten Soldaten des SAS während des Bürgerkriegs in Libyen die Evakuierung von 150 britischen Staatsbürgern mit zwei Transportflugzeugen vom Typ C-130 Hercules südlich von Bengasi. Am 6. März 2011 wurde berichtet, dass acht Soldaten des SAS in Libyen von Aufständischen gefangen genommen worden waren, als sie einen britischen Diplomaten begleitet hatten. Mitglieder des SAS beteiligten sich nach Angaben der Times und des Daily Telegraph an der Suche nach Muammar al-Gaddafi innerhalb Libyens.
Anfang Dezember 2014 kam heraus, dass der SAS im Irak gegen den IS kämpft. Die Einsätze sollen schon im November 2014 begonnen haben und richten sich gegen die Nachschublinien des IS. Dabei werden sie mit Boeing-Vertol-CH-47-Hubschraubern in die Nähe des Operationsgebietes geflogen und sollen dann selbständig mit Quads zu ihren Einsätzen fahren. Bis zu diesem Zeitpunkt ging man jedoch davon aus, dass der SAS nur Aufklärung im Irak betreiben würde.
In Syrien waren britische Spezialkräfte an der Ausbildung und Führung von Rebellen (u. a. Jaysh Suriyah al-Jadid alias NAF, 2016) beteiligt. Im April 2018 sollen SAS-Kräfte in Duma (Syrien) von Regierungstruppen aufgegriffen worden sein.

## Einsätze (Auswahl)
- 1963–1966 in Malaysia: Einsatz gegen die kommunistischen Rebellen auf Borneo und Indonesien zur Stärkung der Malaysischen Föderation.
- 1972 im Atlantik: Anti-Terror-Einsatz an Bord des britischen Kreuzfahrtschiffes Queen Elizabeth 2 aufgrund einer Bombendrohung.
- April 1980 in England: Geiselnahme in der iranischen Botschaft in London 1980.
- 1982 im Falklandkrieg: Operation Paraquet Süd-Georgien – Einsatz gegen die argentinischen Streitkräfte, unter anderem in Port Stanley und mutmaßlich auch auf dem argentinischen Festland.
- 1987 in Schottland: Beendigung einer Gefängnisrevolte in Peterhead ohne Einsatz von Schusswaffen.
- 1991 im Irak: Einsatz zur Zerstörung mobiler Raketenstellungen und Kommunikationseinrichtungen.
- 1993 in den USA: Bei einem Einsatz gegen die Branch Davidians hatten sie eine beratende Rolle.[28]
- 1995 in Kolumbien: Einsatz gegen die FARC zur Befreiung eines entführten britischen Feldwebel.
- 1999 im Kosovokrieg
- 1999 in Bosnien und Herzegowina: Verfolgung und Festnahme von Kriegsverbrechern zusammen mit Einsatzkräften des US Joint Special Operations Command
- 2000 in Sierra Leone: Operation Barabas zur Geiselbefreiung West Side Boys[29]
- 2001 in Afghanistan: Einsatz gegen die Taliban im Norden von Afghanistan.
- 2003 im Irak-Krieg: Einsatz mit Spezialeinheiten aus den USA, Polen und Australien als Joint Special Operations.
- 2014: SAS-Einheiten wurden nach Erbil im Irak entsandt, nachdem der Islamische Staat große Teile des Irak erobert hatte.[30][31][32][33]

## Sonstiges
Gemäß dem British SAS Qualification Statement dürfen Angehörige des SAS keine Auszeichnung für ihre Dienstverrichtungen annehmen.

“I agree to carry out arduous duties with no recognition, no rewards, no promotions, and no medals”

„Ich werde beschwerliche Pflichten ohne Anerkennungen, Belohnungen, Beförderungen und Orden erfüllen.“